# تيا هيلبوت
تيا هيلبوت (بالهولندية: Tia Hellebaut) هي متسابقة قفز عالي وسباعي سابقة بلجيكية ولدت في يوم 16 فبراير 1978 في مدينة أنتويرب في بلجيكا، بدأت ككيميائية وثم إنتقلت إلى ألعاب القوى فبدأت في السباعي وثم إنتقلت إلى القفز العالي، أبرز إنجازاتها هو فوزها بالميدالية الذهبية في دورة الألعاب الأولمبية الصيفية 2008 في بكين حيث تفوقت عندها على كل من الكرواتية بلانكا فلاسيتش والروسية آنا شيشيروفا والأمريكية شونتي لوي، كما فازت بالميدالية الذهبية في بطولة العالم لألعاب القوى داخل الصالات 2008 في فالنسيا، أفضل رقم سجلته هو 2.05 داخل وخارج الصالات وهو أفضل رقم وطني لبلجيكا.

## روابط خارجية
- تيا هيلبوت على موقع الاتحاد الدولي لألعاب القوى (الإنجليزية)
- تيا هيلبوت على موقع الدوري الماسي (الإنجليزية)
- تيا هيلبوت على موقع اللجنة الأولمبية الدولية (الإنجليزية)
- تيا هيلبوت على موقع أوليمبيديا (الإنجليزية)
- تيا هيلبوت على موقع اللجنة الأولمبية البلجيكية (الهولندية)